# Cantón de Isigny-sur-Mer
El cantón de Isigny-sur-Mer era una división administrativa francesa, que estaba situada en el departamento de Calvados y la región de Normandía.

## Composición
El cantón estaba formado por veinticuatro comunas:
- Asnières-en-Bessin
- Canchy
- Cardonville
- Cartigny-l'Épinay
- Castilly
- Cricqueville-en-Bessin
- Deux-Jumeaux
- Englesqueville-la-Percée
- La Cambe
- La Folie
- Géfosse-Fontenay
- Grandcamp-Maisy
- Isigny-sur-Mer
- Les Oubeaux
- Lison
- Longueville
- Monfréville
- Neuilly-la-Forêt
- Osmanville
- Sainte-Marguerite-d'Elle
- Saint-Germain-du-Pert
- Saint-Marcouf
- Saint-Pierre-du-Mont
- Vouilly

## Supresión del cantón de Isigny-sur-Mer
En aplicación del Decreto n.º 2014-160 de 17 de febrero de 2014, el cantón de Isigny-sur-Mer fue suprimido el 22 de marzo de 2015 y sus 24 comunas pasaron a formar parte del nuevo cantón de Trévières.